# Hydrangea cinerea
Hydrangea cinerea ("ashy hydrangea" o "gray hydrangea" en inglés) es una especie de arbusto caducifolio de pequeño a medio tamaño que alcanza los 3 m de altura; es originario del sudeste de los Estados Unidos.

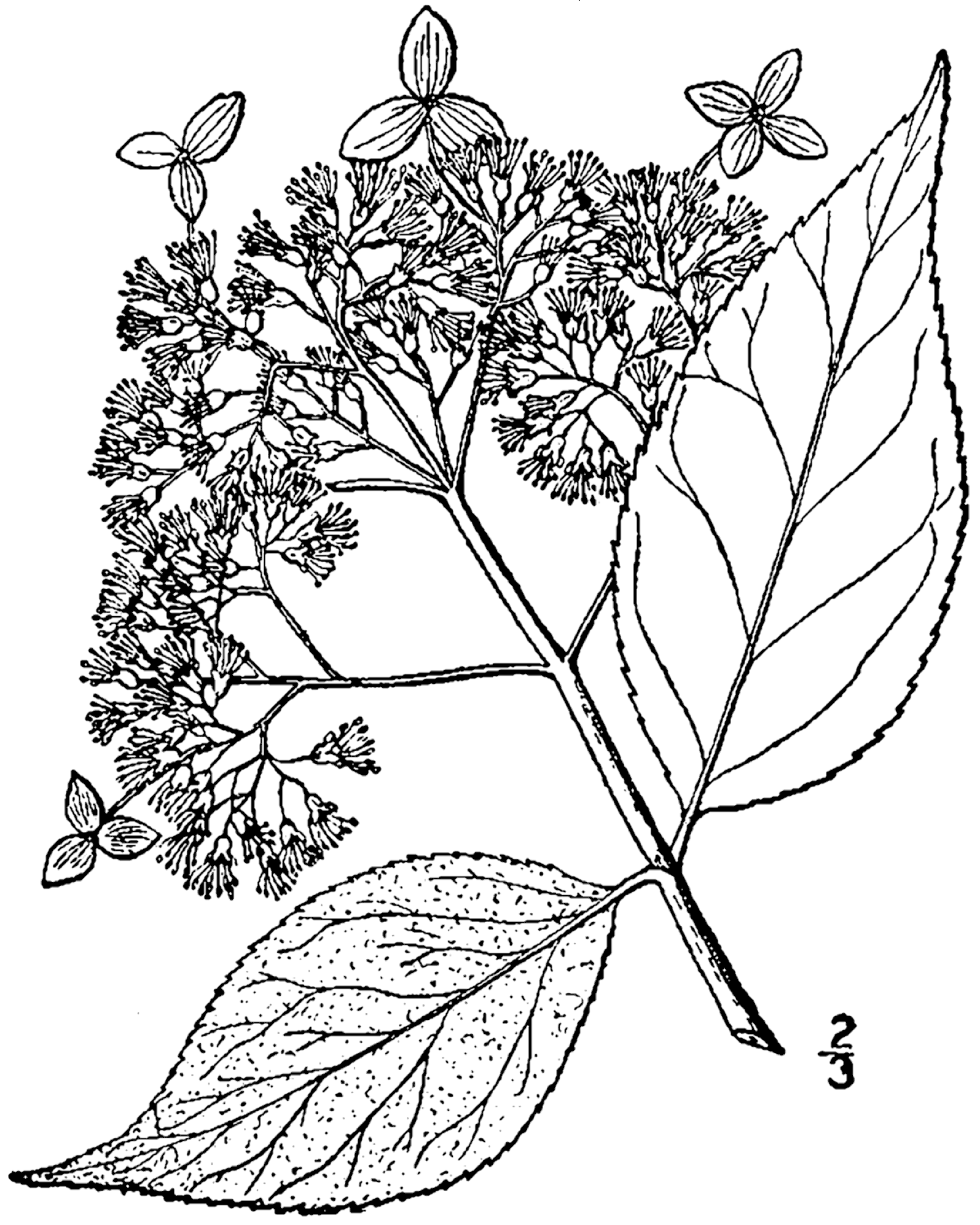
Ilustración

Algunos autores la consideran un sinónimo de Hydrangea arborescens subsp. radiata (Walter) E.M. McClint.

## Hábitat
Se produce en hábitas dispersos en su mayoría de tierras altas y afloramientos rocosos en las regiones interiores del sudeste de Estados Unidos en la parte sur de la Cordillera Azul de Tennessee a Carolina del Sur, al oeste de Misuri, al sur de Arkansas, Alabama y Georgia. Se encuentra normalmente en suelos calcáreos.

## Historia
Es similar a Hydrangea arborescens. En un tiempo, esta especie fue considerada una subespecie de Hydrangea cinerea Sin embargo, la mayoría de los taxónomos ahora las consideran como especies separadas, y así se acepta aquí.

## Características
Las hojas son grandes de 8 a 15 cm de largo, opuestas, dentadas, aovadas y caducifolias. El envés de las hojas es pubescentes y aparecen grises, los tricomas no suelen ser lo suficientemente densos para marcar la superficie de la hoja verde ; como se ha visto con una lupa. La inflorescencia es un corimbo ceniciento. Las vistosas flores estériles (de blanco a casi blanco ) son pocas (0-3 por inflorescencia ) y se encuentran en la periferia del corimbo; por lo general son mayores de 1 cm de diámetro. La floración ocurre a finales de primavera o comienzos de verano.

## Propiedades
Hydrangea cinerea fue probablemente utilizado medicinalmente en una manera similar a la Hydrangea arborescens por los indios Cherokees, y más tarde, por los primeros colonos para el tratamiento de cálculos renales y vesicales.

## Taxonomía
Hydrangea cinerea fue descrita por John Kunkel Small y publicado en Bulletin of the Torrey Botanical Club 25(3): 148–149. 1898.
Etimología
Hydrangea: nombre genérico que deriva de las palabras griegas:  (ὕδωρ hydra) que significa "agua" y ἄγγος (gea) que significa "florero" o "vasos de agua" en referencia a la característica forma de sus cápsulas en forma de copa.
cinerea: epíteto latíno que significa "color ceniza"
Sinonimia
- Hydrangea arborescens ssp. discolor (Ser. ex DC.) McClintock
- Hydrangea arborescens var. deamii St. John
- Hydrangea arborescens var. discolor Ser. ex DC.
- Hydrangea ashei Harbison[10]